# Чудаки 3D
«Чудаки 3D» (англ. Jackass 3D) — американский комедийный фильм 2010 года режиссёра Джеффа Тремейна. Это третья часть серии фильмов «Чудаки» и продолжение фильма «Придурки» (2006). Это последний фильм «Чудаки» с участием Райана Данна до его смерти в 2011 году и Бэма Марджеры в качестве основного участника до его увольнения в 2021 году. Это также последний фильм «Чудаки» с участием Рипа Тейлора, который умер в октябре 2019 года.
Фильм вышел в прокат в США в формате 3D 15 октября 2010 года от компании Paramount Pictures, приурочив его к десятилетнему юбилею телесериала «Чудаки». Фильм получил в целом положительные отзывы критиков. Мировые сборы фильма составили 171,7 миллиона долларов при производственном бюджете в 20 миллионов долларов. Сиквел под названием «Чудаки навсегда» был выпущен 4 февраля 2022 года и получил положительные отзывы.
Неиспользованные материалы фильма были выпущены на отдельном фильме под названием «Чудаки 3.5», который вышел на DVD и Blu-ray 14 июня 2011 года.

## Сюжет
Фильм, представляющий собой сборник различных трюков, розыгрышей и сценок, начинается с представления основных актёров, в то время как быки преследуют их в пригородном районе.
Бивис и Баттхед открывают фильм, объясняя технологию 3D; в типичном для персонажей стиле они начинают спорить и быстро переходят к драке с пощечинами, причем некоторые движения специально анимированы, чтобы выходить на экран в 3D. Во вступительной части фильма члены команды выстраиваются в ряд и встают в ряд каждого цвета радуги, в то время как звучит оперная версия песни из заставки «Corona». После того, как Джонни Ноксвилл представляет фильм, каждый член команды выполняет небольшие трюки с различными предметами в замедленном темпе под песню «The Kids are Back» группы Twisted Sister. Вступительная часть фильма, а также многие трюки были сняты на высокоскоростные камеры Phantom, которые снимают со скоростью 1 000 кадров в секунду.
Наиболее примечательные трюки и розыгрыши включают: Джонни Ноксвилл в камуфляже, когда на него нападает бык; Бэм Марджера падает в яму со змеями, Райан Данн играет на тубе, пока его таранит баран; Стив-О пьет пот Престона Лэйси после занятий спортом, Ви Мэн участвует в драке в баре с другими карликами, Престон Лейси получает футбольным мячом по лицу; Крис Понтиус управляет вертолетом, привязанным к его пенису; Эрен Макги вырывает свой зуб с помощью Lamborghini Бэма, а Дэйв Ингленд играет со Стивом-О в тетербол с ульем.
В финале Стива-О запускают в воздух, когда он находится в туалете, подсоединенном к тарзанке. Следующая заключительная сценка сделана так же, как и вступление: Ноксвилл объявляет, что собирается «закончить фильм», а затем запускает старомодный динамит. После того, как остальные члены съемочной группы разочарованы тем, что первоначальный взрыв был всего лишь выбросом воздуха из близлежащей пиньяты, все в комнате уничтожается серией больших взрывов, когда взорвавшиеся предметы бросаются в актёров (как и в начале, все показано в замедленном режиме) под мелодию увертюры Петра Ильича Чайковского «1812 год». После окончания взрывов актёров смывает волной в бассейн. Как и в двух предыдущих фильмах, перед началом титров появляется комик Рип Тейлор, который слишком драматично празднует окончание фильма.

## В ролях
Основной актёрский состав предыдущего фильма вернулся в полном составе:
- Джонни Ноксвилл
- Бэм Марджера
- Райан Данн
- Стив-О
- Ви Мэн
- Крис Понтиус
- Престон Лэйси
- Дэйв Ингленд
- Эрен Макги

Приглашенные гости:
- The Dudesons
- Люмис Фолл
- Брэндон Новак
- Эйприл Марджера, Фил Марджера и Джесс Марджера
- Рэйк Йон
- Терра Жоле
- Майк Джадж (озвучивает Бивиса и Баттхеда)
- Уилл Олдхэм
- Рип Тейлор
- Half Pint Brawlers
- Уилл «Пердун» Бэйки
- Эксперты по животным: Мэнни Пьюиг, Дэвид Уизерс и Джейсон Диринджер
- Игроки в американский футбол: Эрик Эйндж, Джаред Аллен и Джош Браун
- Спортсмены экстремальных видов спорта: Мэт Хоффман, Тони Хок, Керри Гетц, Эрик Костон и Паркс Бонифэй
- Актёры: Шонн Уильям Скотт, Эдвард Барбанелл, Джек Полик, Джон Тейлор, Энджи Симс и Дана Майкл Вудс
- Nitro Circus: Энди Белл, Эрик Ронер и Томми Пассманте
- Weezer: Риверс Куомо, Брайан Белл и Скотт Шрайнер

Как и в предыдущих фильмах и сериале, в фильме участвуют режиссёр и продюсер Джефф Тремейн, продюсер Спайк Джонз, операторы Рик Косик, Лэнс Бэнгс и Грег Игучи, сопродюсер и оператор Дмитрий Еляшкевич, фотограф и сопродюсер Шон Кливер, исполнительный продюсер Трип Тейлор и декоратор Майк Кассак. Художники-постановщики и художники-постановщики Джей Пи Блэкмон и Сет Мейстерман также снимаются в фильме. Дочь Ноксвилла Мэдисон и сын Роко показаны в титрах.
Заметными исключениями являются бывший участник «Чудаков» Брэндон ДиКамилло, у которого были разногласия с членом актёрского состава Бэмом Марджерой, и Рааб Химселф, который в то время боролся с алкоголизмом и наркотической зависимостью.

## Производство
В декабре 2009 года режиссёр Джефф Тремейн начал проводить операторские пробы с 3D-оборудованием. В том же месяце Джонни Ноксвилл объявил о возвращении всего актёрского состава предыдущих двух фильмов. По данным Deadline Hollywood, чтобы проект получил зелёный свет, был снят и показан руководителям Paramount трюк под названием «Вертолет» в формате 3D. Крис Понтиус привязал вертолет с дистанционным управлением к своему пенису и ухмылялся, раскачивая его.
Съемки трюков начались 25 января 2010 года, Тремейн снимал команду на частной территории, в отличие от традиционной манеры «Чудаков» снимать на улицах (хотя в фильме несколько сценок снимались на публике), и «случайные вылазки в зарубежные страны». Бэм Марджера рассказал Artisan News Service, что фильм был закончен на 70 %, а половина съемочной группы побывала в больнице, причем у Марджеры «три сломанных ребра, сломанное плечо и вывихнутая лодыжка». Во время съемок постоянный приглашенный актёр Лумис Фолл получил сложный перелом ключицы после неправильного приземления во время трюка с зонтиком и реактивным двигателем.
Что касается трюков, режиссёр Джефф Тремейн сказал, что он стремился переделать большинство старых трюков из оригинального шоу в фильме (например, «Коктейль Poo Supreme» основан на трюке, первоначально выполненном Ноксвиллом в телевизионном шоу). Трюк «Вырывание зуба Ламборджини» был первоначально снят для фильма «Придурки» с дядей Марджеры, Винсентом Марджерой (также известным как Дон Вито), но после ареста Марджеры в 2006 году трюк был исключен из финальной версии фильма и не был показан в «Придурках 2.5», поэтому для этого фильма он был заново снят с Эреном Макги, а старший Марджера был объявлен персоной нон грата среди актёров и команды на некоторое время.
Оператор Лэнс Бэнгс рассказывает о переходе с телевидения на киноэкран: «Это полное безумие. Все в 3D выглядит ярким и цветным, как конфеты. Я работаю оператором, и это потрясающе — наблюдать, как отснятый материал превращается в 3D, как будто смотришь на все через видоискатель». Позже он сказал: «Я думал, что я нахожусь вне выходок коллег, но здесь такое вот товарищество. Я участвовал в нескольких трюках и в итоге оказался униженным и обиженным. Я, друг Спайка Джонза, режиссёр-поэт».
В конце мая 2010 года Ноксвилл заявил, что трезвость Стива-О находится на самом высоком уровне и «в этот раз на съемочной площадке нет пива, хотя некоторые из нас хотели бы, чтобы оно было». Он также сказал: «И если честно, все идет отлично. У всех были разные травмы, что является хорошим знаком, и Стив-О, вероятно, делает лучшие кадры из всех. Он действительно стремится к этому. Он хочет доказать всем, что может выполнять эти трюки трезвым. Он уже два года не пил. Все его очень поддерживают».
Удаленные сцены, которые были сняты, но были вырезаны из фильмов «Чудаки 3D» и «Чудаки 3.5» включают: «Пирсинг соска из пневматического пистолета», где Ви Мэн стреляет Стиву-О в сосок из пистолета; «Сани на кровати», где Крис Понтиус и Дэйв Ингленд скатываются со снежной горы на надувной кровати; «Содовая бомба», где Джонни Ноксвилл кладет мятные конфеты с перцем в бутылку из-под колы, которая взрывается в заднице Бэма Марджеры; «Супермощный клей козлиной бородки», где Ноксвилл наносит суперклей на свой подбородок и приклеивает его к волосатой груди Фила Марджеры; «Горка гориллы», где Ви Мэн, Дэйв и Бэм скользят по смазанному столу с банановой кожурой, будучи переодетыми гориллами; и «Напиток из мочи», где Стив-О использует катетер для разорванной уретры Ноксвилла в качестве соломинки, чтобы выпить его мочу. Некоторые из этих удаленных сцен вкратце показаны в титрах фильмов «Чудаки 3D» и «Чудаки 3.5». Стив-О загрузил полную версию «Пирсинг соска из пневматического пистолета» на свой канал на YouTube.

## Выход на носителях
Версии фильма «Чудаки 3D» на DVD и Blu-ray были выпущены 8 марта 2011 года в трех различных вариантах. Первая версия — это комбо Blu-ray/DVD с цифровой копией; вторая — лимитированный двухдисковый DVD-набор, а третья — однодисковый DVD. Специальные возможности Blu-ray/DVD включают 11 удаленных сцен и 29 не вошедших сцен, а DVD-версии — 2 удаленные сцены и 5 не вошедших сцен. Все версии включают специальный выпуск MTV о съемках и трейлер. Комбо Blu-ray/DVD и ограниченное издание двухдискового DVD, второй диск включает анаглифическую 3D-версию фильма (прилагаются четыре пары очков). Настоящей версии Blu-ray 3D на сегодняшний день не существует. Фильм «Чудаки 3D» доступен для проката исключительно на 3D-телевизорах, поддерживающих потоковое приложение 3DGO!.

## Чудаки 3.5

Обложка фильма «Чудаки 3.5»

«Чудаки 3.5» — это фильмы продолжительностью 82 минуты с дополнительными кадрами со съёмок «Чудаков 3D» и новыми сценами, снятыми в Европе. Фильм выходил еженедельными частями на Joost с 1 апреля по 13 июня 2011 года и был выпущен на Blu-ray и DVD 14 июня 2011 года, менее чем за неделю до смерти Райана Данна.
Фильм начинается с того, как «Чудаки» бегут с большим количеством чемоданов по нескольким европейским городам.
Наиболее заметные трюки включают: большая черепаха кусает Стива-О за ягодицу, «Чудаки» катаются на доске для сёрфинга по бочкам, фаллоимитатор в виде ракеты врезается в зад Бэма Марджеры; «Чудаки» исполняют различные удары в слоумо; Бэм Марджера на скейте пробивает собой 4 листа гипскартона; Стив-О испытывает электрическую мышеловку на своих яичках; Брендон Новак пытается скатиться с рампы на шлифовальных машинках; «Чудаки» соревнуются в прыжках в длину после клизмы; пенис Криса Понтиуса в деревянном чехле, в котором проделывает отверстие дятел; горящие шары сбивают Стива-О на угли; Бэм Марджера и Райан Данн тайно добавляют лошадиную сперму в лосьон Джонни Ноксвилла.
В финальном трюке «Чудаки» бросают баскетбольный мяч с больших расстояний в пах друг друга.

## Кассовые сборы
Jackass 3D заработал $117,2 млн. в Северной Америке и $53,1 млн на других территориях, а общий мировой сбор составил $170,3 млн. Это самый кассовый фильм серии во всем мире и отдельно в Северной Америке и за рубежом. За рубежом фильм заработал больше, чем оба его предшественника вместе взятые.

## Оценки критиков
На сайте Rotten Tomatoes фильм получил рейтинг одобрения 65 % на основе 110 рецензий и среднюю оценку 5,9/10. Консенсус критиков сайта гласит: «Возможно, банда „Чудаков“ исчерпала запас отвратительных трюков, но в этой части фильма много блестящей безмозглой комедии — а 3D добавляет новое острое измерение». Metacritic дает фильму средневзвешенный балл 56 из 100, основанный на 23 оценках критиков, что означает «смешанные или средние отзывы». Зрители, опрошенные CinemaScore, дали фильму среднюю оценку «B+» по шкале от A+ до F.